# Economia di Ariccia

## Agricoltura

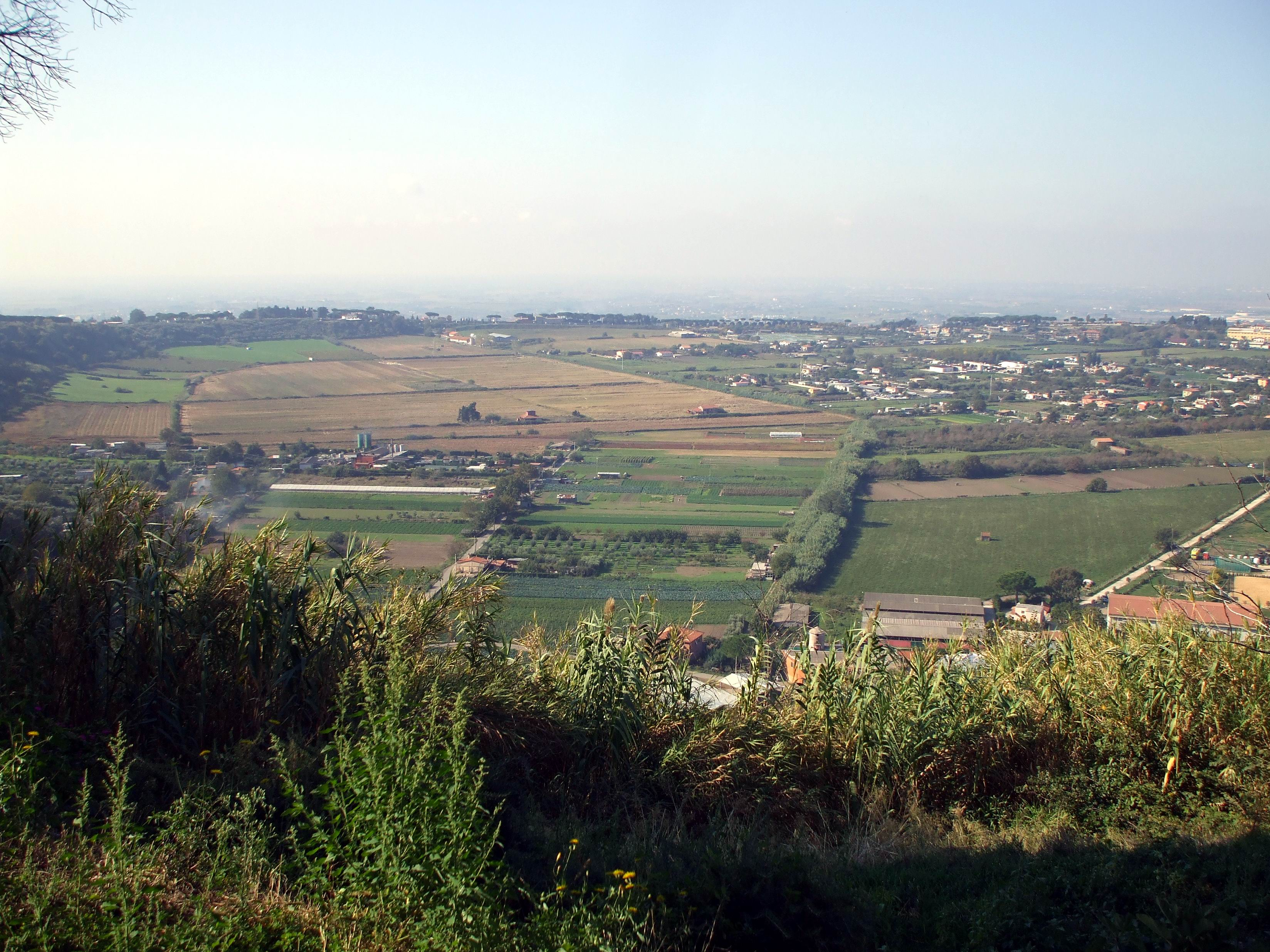
Vallericcia dalla via Appia Antica presso Genzano di Roma, con vista su Cecchina.

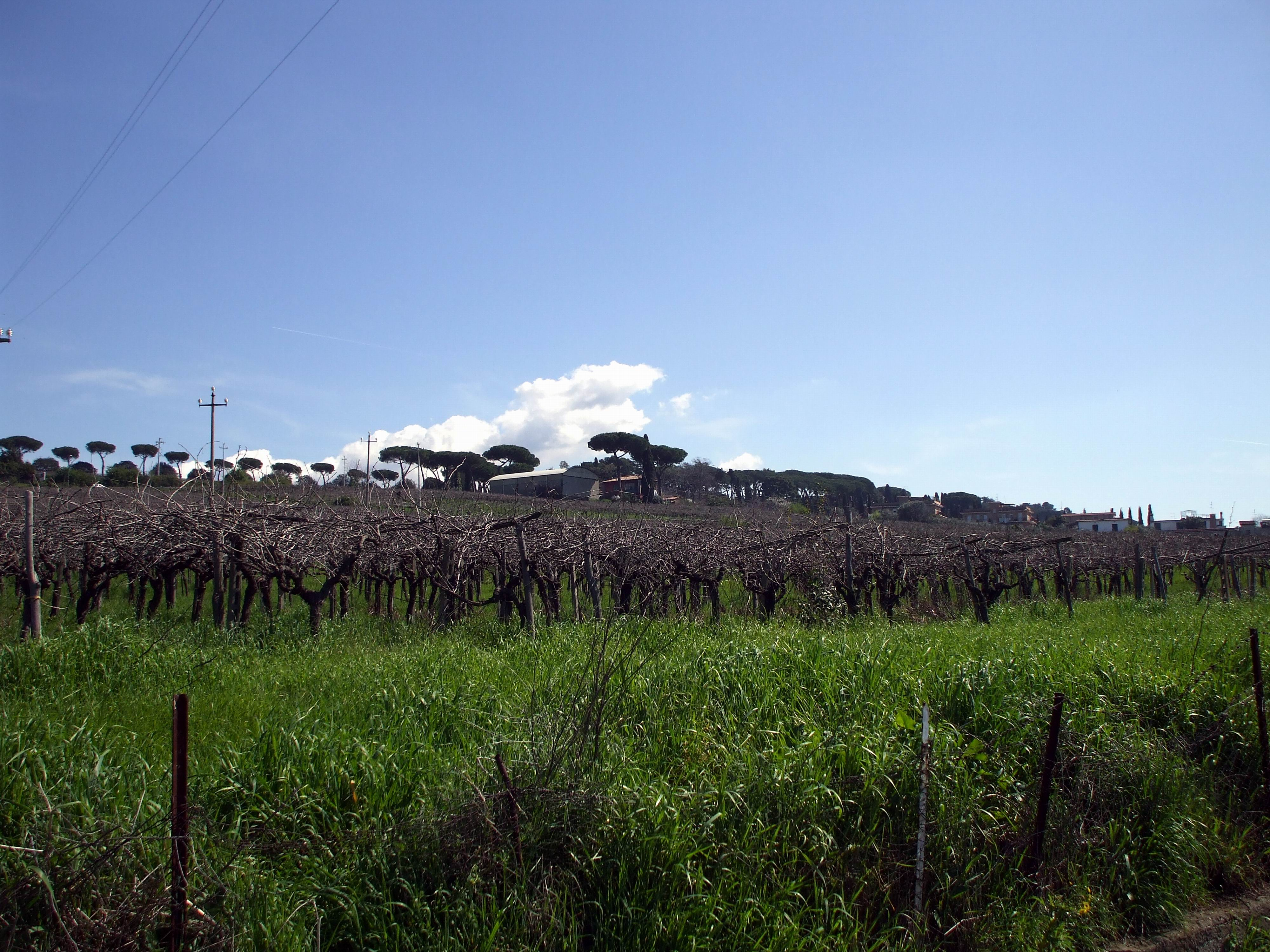
Un vigneto in località Poggio ameno - Ginestreto, presso la frazione di Cecchina.

L'agricoltura è stata dall'antichità fino alla metà del Novecento la principale risorsa economica del territorio ariccino. I porri di Aricia erano già ricordati da Lucio Giunio Moderato Columella, mentre i cavoli di Vallericcia furono lodati da Gaio Plinio Secondo. Molto diffusa nella stessa Vallericcia era già nel Seicento la coltivazione delle cipolle, che gareggiavano in bontà con quelle di Nemi, poiché fatte crescere in zone paludose della valle tramite allagamento, come si usava ancora alla fine del Settecento nella valle alluvionale del Lago di Nemi.
Era praticata a Vallericcia la coltivazione della canapa, rimpiazzata tra Seicento e Settecento dalla più redditizia coltivazione del lino: lo storico ariccino Emanuele Lucidi riferisce che nel 1792 venivano coltivate ogni anno venti rubbia di terreno -circa 36 ettari moderni, considerando il valore di un rubbio romano a 1.848438 ettari-, e che ogni rubbio rendeva circa 68 scudi al principe Agostino Chigi. La coltivazione del lino, che si svolgeva tra la semina nel mese di marzo e la raccolta a luglio, faceva accorrere ad Ariccia anche braccianti dai vicini comuni castellani, contribuendo non poco all'occupazione dell'area.
L'intera estensione di Vallericcia -140 rubbia al 1796, corrispondente a qualcosa come 258 ettari odierni, sempre calcolando il valore di un rubbio romano a 1.848438 ettari- apparteneva completamente alla famiglia Chigi dal 1689: per loro cura, lo sfruttamento della terra era stato razionalizzato, per cui alla fine del Settecento l'intera estensione era divisa in tre parti: una coltivata a lino, un'altra a grano ed una terza era lasciata a maggese.
Fin dalla seconda metà del Quattrocento i Savelli avevano esteso in Vallericcia la coltivazione della vite, accompagnata da alberi da frutto in seguito fatti abbattere dai Chigi. Il principe Sigismondo Chigi, inoltre, fece piantare in diversi luoghi della valle circa 600 esemplari di gelso bianco.
Oltre Vallericcia, nel resto del territorio ariccino -località Piani di Santa Maria, Cancelliera, Ginestreto, Villafranca- la destinazione originaria del suolo era a grano -considerando che il grano ariccino era considerato uno dei migliori per ottenere un pane bianco, anticamente consumato dalla nobiltà-, o per dirla con il Lucidi a coltivazioni che richiedessero che la terra cedesse all'aratro. Tuttavia, con il tempo i proprietari ecclesiastici di queste tenute reputarono più conveniente concedere i terreni in enfiteusi a piccoli coltivatori che si diedero a piantare vigneti.
Del resto, i vini prodotti presso le località Villafranca e Ginestreto erano tanto apprezzata nelle osterie romane da non temere il confronto con i vini prodotti in quel di Genzano di Roma e Lanuvio -oggi noto come il Colli Lanuvini-.
La viticoltura, già nel Settecento, rappresentava la seconda fonte di introito nell'economia ariccina dopo il commercio del grano, ma mentre quest'ultimo era monopolio dei Chigi, dal prezzo di vendita del vino dipendeva la ricchezza o la povertà di un anno. Oggi, pur nel quadro di un generale crollo del settore primario, la viticoltura continua a farla da padrona: nel 1959 venne fondata la Cantina Sociale Fontana di Papa, che ad oggi raccoglie oltre 400 piccoli e medi produttori vinicoli dell'area di Ariccia e comuni circonvicini dislocati su un territorio di circa 700 ettari.

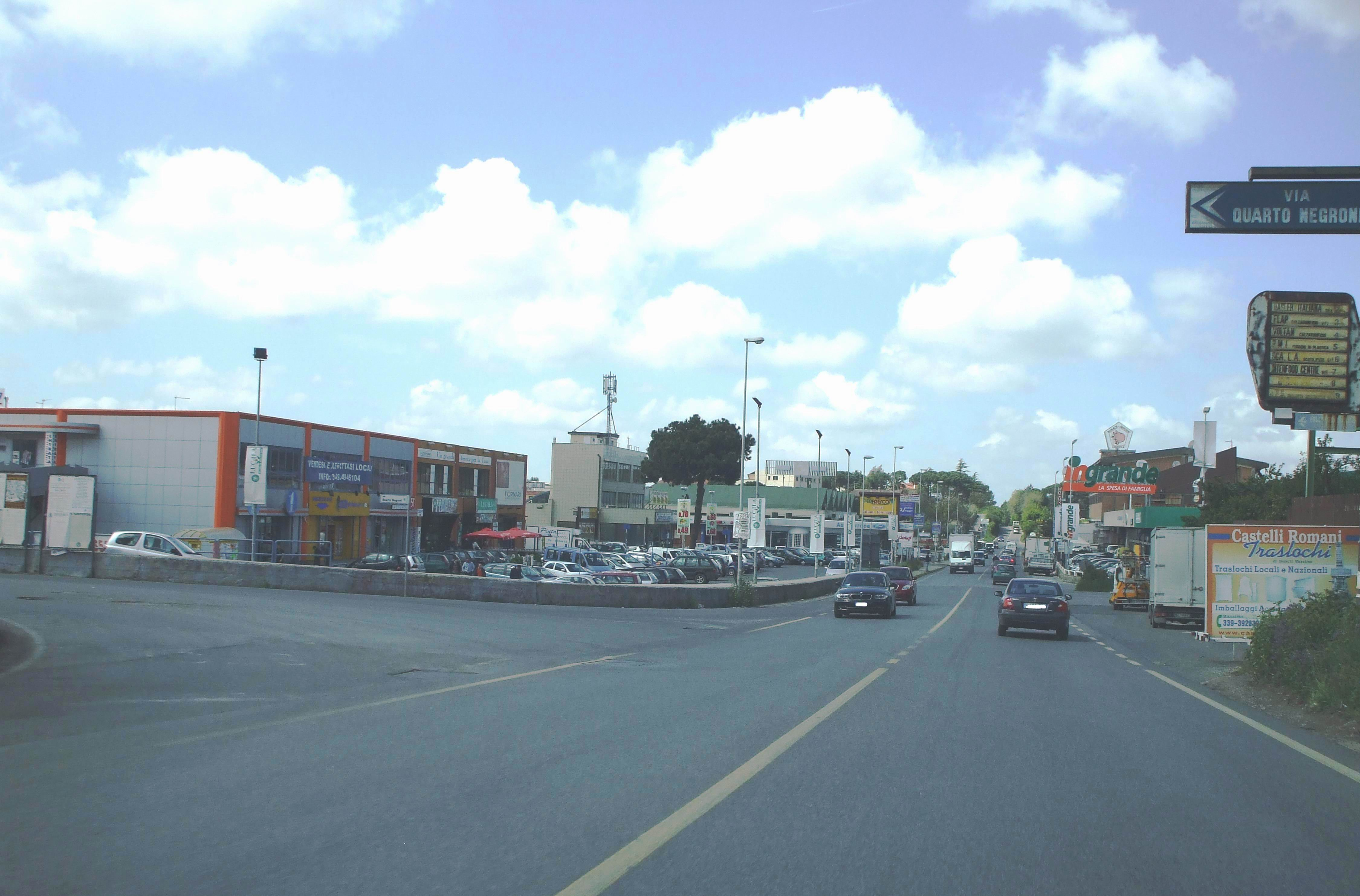
Cecchina di Ariccia, la zona industriale di Cancelliera e del Quarto Negroni.

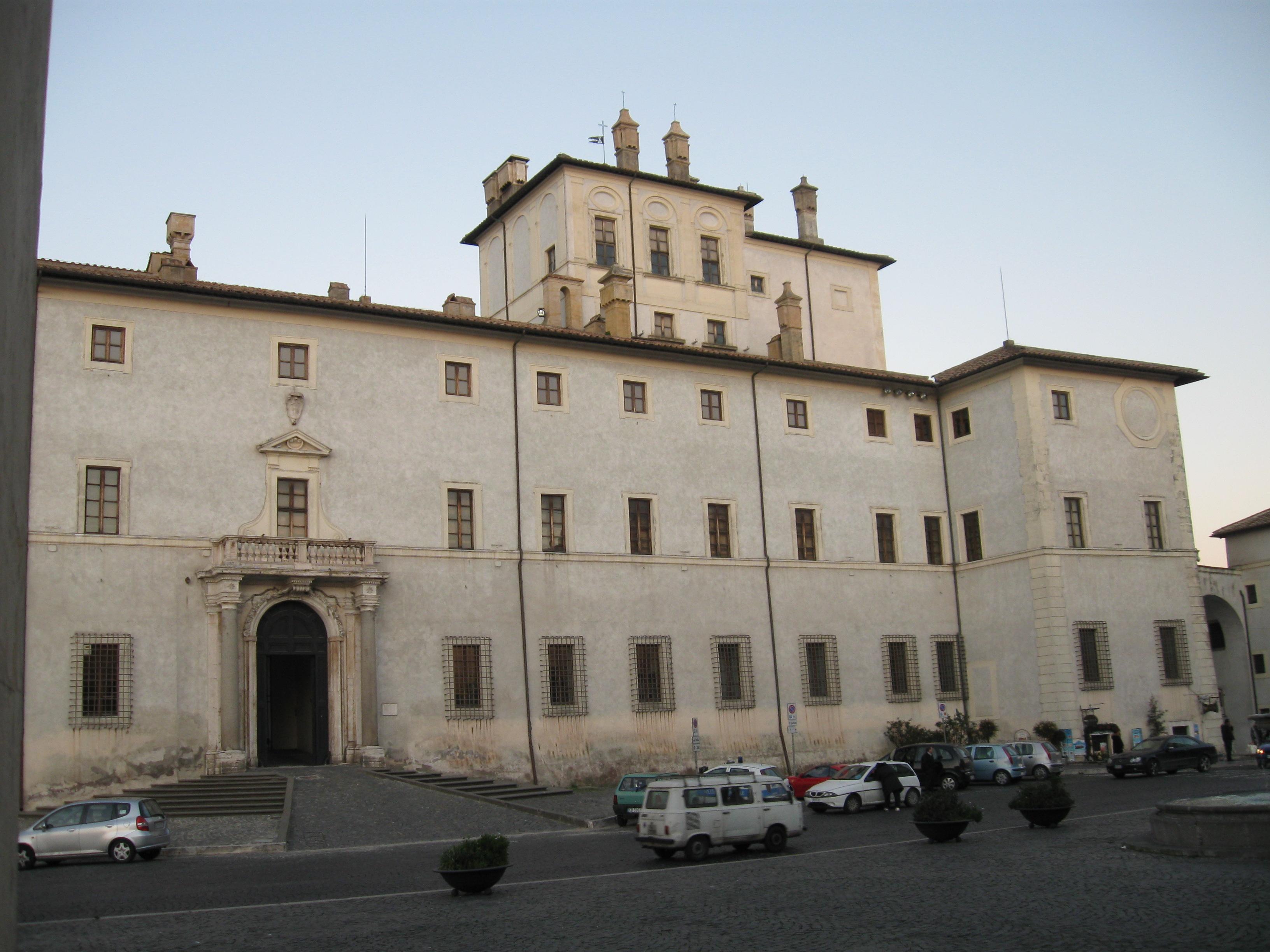
Uno scorcio di palazzo Chigi.

La coltivazione dell'ulivo è ancor oggi poco diffusa, anche a causa dell'inflazione di uliveti presenti nel resto dei Colli Albani -il Lucidi afferma che negli ultimi quindici anni del Settecento in tutta l'area albana erano stati piantatio qualcosa come 80.000 ulivi, e funzionavano a pieno regime circa tredici mulini di nuova costruzione-. Per quanto riguarda la coltivazione di piante da frutto, alla fine del Seicento i Savelli coltivavano cedri presso l'attuale Parchetto Savelli, alla testa del ponte di Ariccia ed altri agrumi presso il giardino dell'antico palazzo del Gallinario, mentre in località Fontana di Papa era praticata la coltivazione delle mele.
L'allevamento, non molto diffuso nel territorio ariccino, è dominato dalla presenza dei suini, utilizzati per la produzione della celebre porchetta: leader indiscussa nel settore è la ditta Cioli, fondata nel 1917, che produce circa 360.000 esemplari di porchetta l'anno.
I lavoratori nel settore primario nel territorio ariccino erano 1550 nel 1951, 1230 nel 1961 -diminuzione del 21% in dieci anni-, poco meno di 690 nel 1971 -diminuzione del 44% in altri dieci anni-: si nota dunque un progressivo arretramento del primario a favore del secondario, a fronte di uno sviluppo industriale sempre crescente soprattutto nelle aree tradizionalmente a destinazione agricola -Cancelliera, Fontana di Papa, Vallericcia-.

## Artigianato ed industria
Lo sviluppo industriale di Ariccia è una realtà che ha preso piede nella seconda metà del Novecento, subito dopo la seconda guerra mondiale, con l'inclusione di Ariccia -unico comune dei Castelli Romani, tra i pochissimi comuni della provincia di Roma- nell'area beneficiata dai fondi della Cassa del Mezzogiorno.
Piccoli e medi impianti industriali iniziarono a sorgere nel territorio ariccino, nelle aree precedentemente destinate alla coltivazione o all'allevamento. Ciò porto alla nascita del nuovo agglomerato industriale di Cancelliera e Quarto Negroni, ai confini con Albano Laziale, servito dalla ferrovia Roma-Velletri e dalla via Nettunense; piccole fabbriche sorsero anche a Vallericcia -un esempio per tutti, la fabbrica di scarpe in località Pantanelle oggi adibita a sede succursale del Liceo Classico Statale James Joyce.
La produzione della caratteristica porchetta ariccina -imitata dal 2002 anche in Alabama, negli Stati Uniti d'America- è un'importante voce nella produzione industriale artigianale del comune, tanto che i produttori di porchetta, sostenuti dal Comune, stanno aspettando che il loro prodotto sia riconosciuto dal marcio di indicazione geografica protetta. Anche perché, la porchetta ed il vino locale sono al centro dell'importante giro d'affari legato alle fraschette, i locali rustici in cui si mangia cucina romana magari sotto un pergolato di frasche, caratteristica in origine peculiare di tutti i centri castellani - anzi, le fraschette più rinomate tra Ottocento e Novecento erano a Frascati, Grottaferrata, Marino ed Albano Laziale - ma ad oggi peculiarità indiscussa del centro storico di Ariccia. Le fraschette, per lungo tempo fenomeno ingovernabile, sono state negli ultimi tempi oggetto di deliberazioni del locale consiglio comunale, al fine di ottenere una riqualificazione ed una regolamentazione dell'area in cui sorgono, a ridosso di Palazzo Chigi e del monumentale complesso berniniano.
A Ariccia sorsero così piccole industrie metalmeccaniche, manifatture calzaturiere, industrie tessili, e nell'area boscosa -l'antica selva sacra a Diana, il nemus Dianae- ai confini con Rocca di Papa e Nemi è ancor oggi fiorente la lavorazione del legname.
I lavoratori nel settore secondario nel 1951, ovvero praticamente all'avvio degli interventi della Cassa del Mezzogiorno, erano 640, e nel 1961 erano diventati già 994 -aumento del 36% in dieci anni-; nel 1971, altri dieci anni dopo, i lavoratori del secondario erano passati a poco meno di 1400 persone -aumento del 44%-. A fronte di questo sviluppo industriale, iniziò una lenta decadenza del settore primario, che procedeva di pari passo con la crescita industriale.
Attualmente, ad Ariccia è attiva anche l'industria editoriale, grazie alla presenza in zona di importanti case editrici come la Magic Press e, negli anni passati, della Fratelli Fabbri Editori.
Tra le attività artigianali più diffuse e rinomate vi è l'arte orafa.

## Turismo

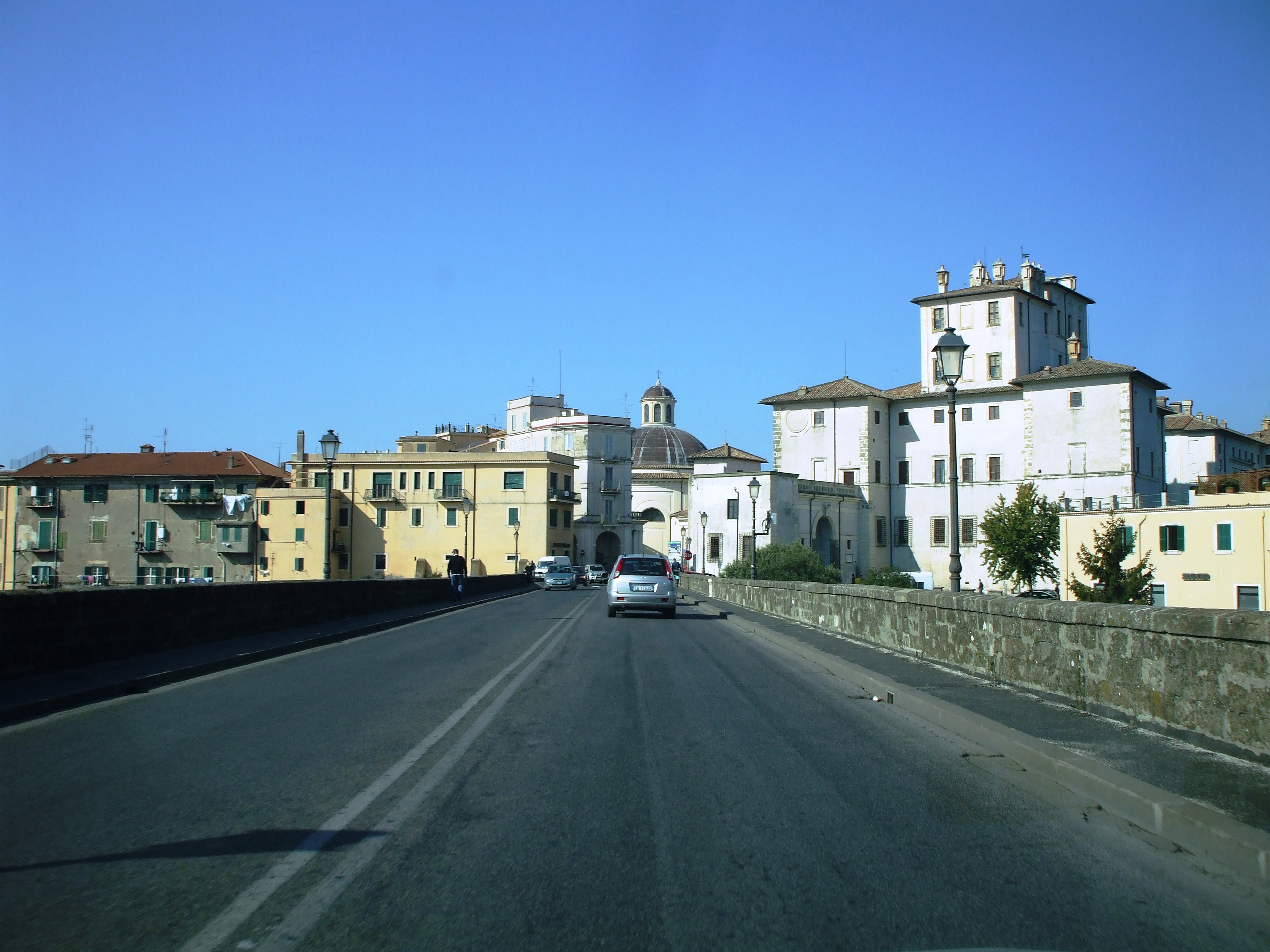
Il centro storico di Ariccia da ponte San Rocco, con Palazzo Chigi, porta Napoletana ed uno scorcio della collegiata di Santa Maria Assunta.

Ariccia è uno dei comuni più coinvolti dal turismo italiano ed internazionale nella provincia di Roma.
Fin dalla prima metà del Seicento, il paese divenne meta di pellegrinaggi di devoti mariani verso il santuario di Santa Maria di Galloro, dedicato alla miracolosa immagine della Madonna di Galloro. Inizialmente, la devozione fu limitata all'area di Roma e dei Castelli Romani -come testimonia la provenienza delle prime donazioni fatte al santuario- ma in seguito si diffuse un po' in tutta Italia, tanto che fra i personaggi legati al santuario vanno annoverati papa Alessandro VII, Carlo IV di Spagna, Alessandro Raffaele Torlonia, papa Gregorio XVI, Ferdinando II delle Due Sicilie e papa Pio IX, Carlo Maria Martini.
Al di là del turismo religioso, ad Ariccia è molto importante il turismo culturale ed artistico. Il complesso monumentale di piazza di Corte -ovvero Palazzo Chigi con il retrostante Parco Chigi, il ponte monumentale, la collegiata di Santa Maria Assunta e la quinta scenografica della piazza- è una delle attrattive turistiche più celebrate della zona. Soprattutto il complesso chigiano -Palazzo Chigi e Parco Chigi-, celebrata opera di Gian Lorenzo Bernini e Carlo Fontana, inserito tra i beni architettonici più considerevoli della provincia di Roma, è al centro delle attenzioni dell'amministrazione comunale che dal 1988 -data dell'acquisizione del complesso da parte comunale- ha teso a farne un polo museale di prim'ordine nel panorama del barocco romano e dell'arte in generale.
Inoltre, con il progetto Ariccia Città Teatro si vuole fare del paese un polo di riferimento teatrale per l'intera zona: l'inaugurazione di un teatro all'interno della chiesa sconsacrata di San Nicola di Bari, avvenuta nel novembre 2008, è una prova dell'impegno in questo senso.
Non da ultimo, infine, Ariccia è al centro di un attivo turismo disimpegnato, attirato dalle fraschette, dalla celebrità della porchetta, ma anche dalle strutture sportive edificate tra gli anni ottanta e novanta presso Monte Gentile (il PalAriccia, ad esempio).